# Grens (strip)
Grens (originele titel: Frontière) is een Belgisch-Franse stripreeks die begonnen is in oktober 2005 met Rodolphe als schrijver en Bertrand Marchal als tekenaar.

## Albums
| Nummer | Titel          | Schrijver | Tekenaar         | Jaar |
| ------ | -------------- | --------- | ---------------- | ---- |
| 1      | Herinner je    | Rodolphe  | Bertrand Marchal | 2005 |
| 2      | Le temps perdu | Rodolphe  | Bertrand Marchal | 2006 |
| 3      | Post mortem    | Rodolphe  | Bertrand Marchal | 2007 |
| 4      | Oublie tout    | Rodolphe  | Bertrand Marchal | 2008 |